# Haruki Kadokawa
Pour les articles homonymes, voir Kadokawa.
Haruki Kadokawa (角川 春樹, Kadokawa Haruki), né le 8 janvier 1942 à Tokyo (Japon), est un éditeur, producteur, réalisateur et scénariste japonais.

## Biographie
En 2006, Haruki Kadokawa est professeur invité à l'université municipale d'Onomichi.

### Formation
- Université Kokugakuin

## Filmographie partielle

### Comme réalisateur
- 1982 : Yogoreta eiyū (汚れた英雄?)
- 1984 : Aijō monogatari (愛情物語?)
- 1986 : Tokyo Blues (キャバレー, Kyabarei?)[1]
- 1990 : Ten to chi to (天と地と?)
- 1993 : Rex: Kyoryu monogatari (REX 恐竜物語?)
- 1997 : Toki o kakeru shōjo (時をかける少女?)
- 2009 : Warau keikan (笑う警官?)
- 2020 : Mio-tsukushi ryōri-chō (みをつくし料理帖?)[2]

### Comme scénariste
- 1990 : Ten to chi to (天と地と?)
- 1993 : Rex: Kyoryu monogatari (REX 恐竜物語?)
- 1997 : Toki o kakeru shōjo (時をかける少女?)
- 2009 : Warau keikan (笑う警官?)
- 2020 : Mio-tsukushi ryōri-chō (みをつくし料理帖?)[2]

### Comme producteur
- 1980 : Virus (復活の日, Fukkatsu no hi?) de Kinji Fukasaku
- 1980 : Yajū shisubeshi (野獣死すべし?) de Tōru Murakawa
- 1985 : L'Épée de Kamui (カムイの剣, Kamui no ken?) de Rintarō
- 1985 : Sōshun monogatari (早春物語?) de Shin'ichirō Sawai
- 1992 : Le Rubis du Caire de Graeme Clifford
- 1997 : Toki o kakeru shōjo (時をかける少女?)
- 2005 : Les Hommes du Yamato (男達の大和, Otokotachi no Yamato?) de Jun'ya Satō

### Comme acteur
- 1976 : Le Complot de la famille Inugami (犬神家の一族, Inugami-ke no ichizoku?) de Kon Ichikawa : inspecteur Watanabe
- 1979 : La Dernière Aventure de Kosuke Kindaichi (金田一耕助の冒険, Kindaichi Kōsuke no boken?) de Nobuhiko Ōbayashi : éditeur
- 1979 : Resurrection of Golden Wolf (蘇る金狼, Yomigaeru kinrō?) de Tōru Murakawa : Sawano
- 1979 : Les Guerriers de l'Apocalypse (戦国自衛隊, Sengoku jieitai?) de Kōsei Saitō : Sanada Masayuki
- 1980 : Virus (復活の日, Fukkatsu no hi?) de Kinji Fukasaku
- 1980 : Yajū shisubeshi (野獣死すべし?) de Tōru Murakawa : policier
- 1980 : Nippon keishi-chō no haji to iwareta futari: Keiji chindōchū (ニッポン警視庁の恥といわれた二人 刑事珍道中?) : le mari de Mieko
- 1981 : Samurai Reincarnation (魔界転生, Makai tenshō?) de Kinji Fukasaku